# Boophis madagascariensis
Boophis madagascariensis är en groddjursart som först beskrevs av Peters 1874.  Boophis madagascariensis ingår i släktet Boophis och familjen Mantellidae. IUCN kategoriserar arten globalt som livskraftig. Inga underarter finns listade.